# 福斯特堡 (伊利諾伊州)
福斯特堡（英語：Fosterburg）是位於美國伊利諾伊州麥迪遜縣的一個非建制地區。該地的面積和人口皆未知。

## 地理
福斯特堡的座標為38°58′18″N 90°04′30″W / 38.97167°N 90.07500°W，而該地的平均海拔高度為177米（即581英尺）。